# John Greaves
John Greaves   (Colemore, 1602 - Londres, 8 d'octubre de 1652) va ser un matemàtic i egiptòleg britànic del segle xvii.

## Vida
El seu pare era, a més del rector de Colemore (sud d'Anglaterra, prop de Winchester), mestre a l'escola de la vila. Per això, tant ell com els seus tres germans, van rebre una bona educació infantil, que els va permetre ingressar a la universitat. El seu germà Edward va arribar a ser el metge de Carles II d'Anglaterra.
John Greaves va ingressar, doncs, a la Universitat d'Oxford el 1617 (amb només quinze anys), on es va graduar el 1621 i doctorar el 1628. El 1624 va ser escollit fellow del Merton College. Els seus professors foren Henry Briggs i John Bainbridge que li transmeteren l'interès per les matemàtiques i l'astronomia.
El 1630 va ser nomenat professor de geometria al Gresham College de Londres en substitució de Peter Turner, també amic seu mantenint-se com fellow del Merton College. Els anys següents va viatjar a Leiden i París. El 1637 va embarcar-se per anar a l'Est, passant primer per Pàdua i Roma on va estudiar les restes de l'antiguitat clàssica i va fer amistat amb Athanasius Kircher i altres intel·lectuals romans. L'abril de 1638 arribà a Constantinoble on no va poder estudiar a la biblioteca dels sultans, que conservava bon nombre de manuscrits grecs, però si als monestirs del mont Atos.
El setembre de 1638 va arribar a Alexandria, havent passat abans per  Rodes, on hi va restar uns mesos fent estudis de l'antiguitat egípcia. Al Caire va portar a terme les mesures de les piràmides i a l'agost de 1639, retornava cap Itàlia amb una bona col·lecció de manuscrits grecs, àrabs i perses, i d'altres objectes de gran valor.
El 1640, va ser nomenat savilian professor d'astronomia a Oxford en substitució del recentment mort John Bainbridge.
El 1648, enmig de la Guerra Civil Anglesa va ser expulsat de la seva càtedra d'Oxford i de fellow de Merton College acusat de ser reialista. El 1649 es va retirar a Londres, on es va casar i va prosseguir els seus estudis, tot i que bona part dels seus manuscrits es van perdre durant la guerra i la seva expulsió.

## Obra
- 1646, Londres: Pyramidographia, or a discourse of the Pyramids in Aegipt. L'obra per la qual és més conegut i en la que estableix les mesures de la gran piràmide del Caire.
- 1647, Londres: Discourse of the Roman Foot and Denarius on dedueix les mesures utilitzades per les antigues civilitzacions.
- 1647, Londres: John Bainbridge's Canicularia, traducció del llatí del llibre dels seus professor, a la que hi afegeix la seva Demonstratio Ortus Sirii heliaci.
- 1649, Londres: Elementa Linguae Persicae, una de les primeres gramàtiques perses publicada.
- 1650, Londres: Epochae celebriores, Astronomis, Historicis, Chronologicis, Chataiorum, Syro-Graecorum, Arabum, Persarum, ...
- 1652, Londres: Astronomica quaedam ex traditione Shah Cholgii Persae.